# Piazza Vetra
Piazza Vetra, indicata anche come piazza della Vetra, è una piazza di Milano.

## Descrizione
L'aspetto attuale della piazza, oggi parte del parco delle Basiliche, è dovuto ai lavori svolti tra il 1934 e gli anni '60, compreso il piano regolatore postbellico del 1953, effettuato per ricostruire una piazza semidistrutta dai bombardamenti anglo-americani. Questi lavori lasciano trasparire ben poco dell'antico aspetto della piazza. Negli anni '60 vi furono le ultime demolizioni e un allargamento dell'area destinata a verde pubblico; inoltre venne costruita la sede dell'Esattoria Civica (ora non più attiva).
Sotto il manto stradale della piazza scorre il canale Vetra, canale artificiale risalente all'epoca romana. Questo canale corrisponde in parte all'antico alveo artificiale dell'Olona costruito dagli antichi Romani quando il fiume venne deviato verso Milano per portare acqua al fossato delle mura difensive della città e in parte all'antico alveo naturale del Nirone. I due rami del fossato romano diventarono poi il Grande Sevese e il Piccolo Sevese.

## Storia

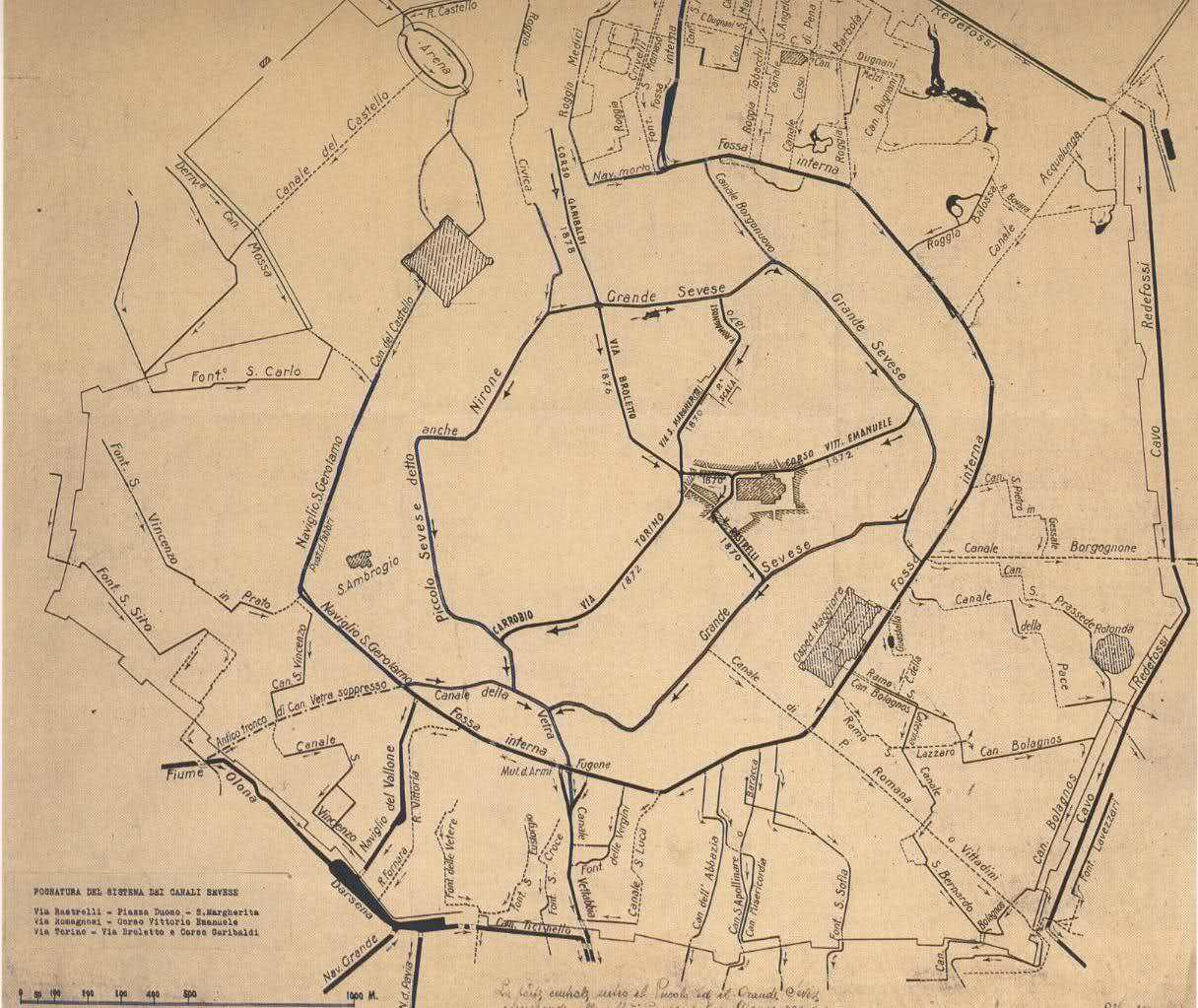
Mappa schematica del 1870 che raffigura l'idrografia di Milano con segnati i corsi d'acqua, sia naturali sia artificiali, che attraversavano la città. Si possono notare anche i tracciati dei canali Vetra, Grande Sevese e Piccolo Sevese

Sul nome della piazza, così come delle vie un tempo circostanti (via della Vetra dei Cittadini e contrada dei vetraschi) ci sono quattro ipotesi: la prima è che derivi il suo nome della famiglia nobiliare milanese dei Vetra (o Vetula), la seconda è che il nome derivi dal "castrum vetus" (ovvero dal nome della più antica delle quattro fortificazioni che difendevano, insieme alle mura e alle torri, la Milano romana, che si trovava poco lontano dalla basilica di San Lorenzo), la terza coinvolge la scomparsa via Vetraschi, così chiamata dai conciatori di pelle (chiamati "vetraschi" poiché raschiavano le pelli con dei vetri) che erano particolarmente concentrati in quella via, infine la quarta vorrebbe che derivi Castra vetera, con un richiamo al presidio di soldati, nei pressi di Porta Ticinese romana, a guardia del Palazzo imperiale romano di Milano.

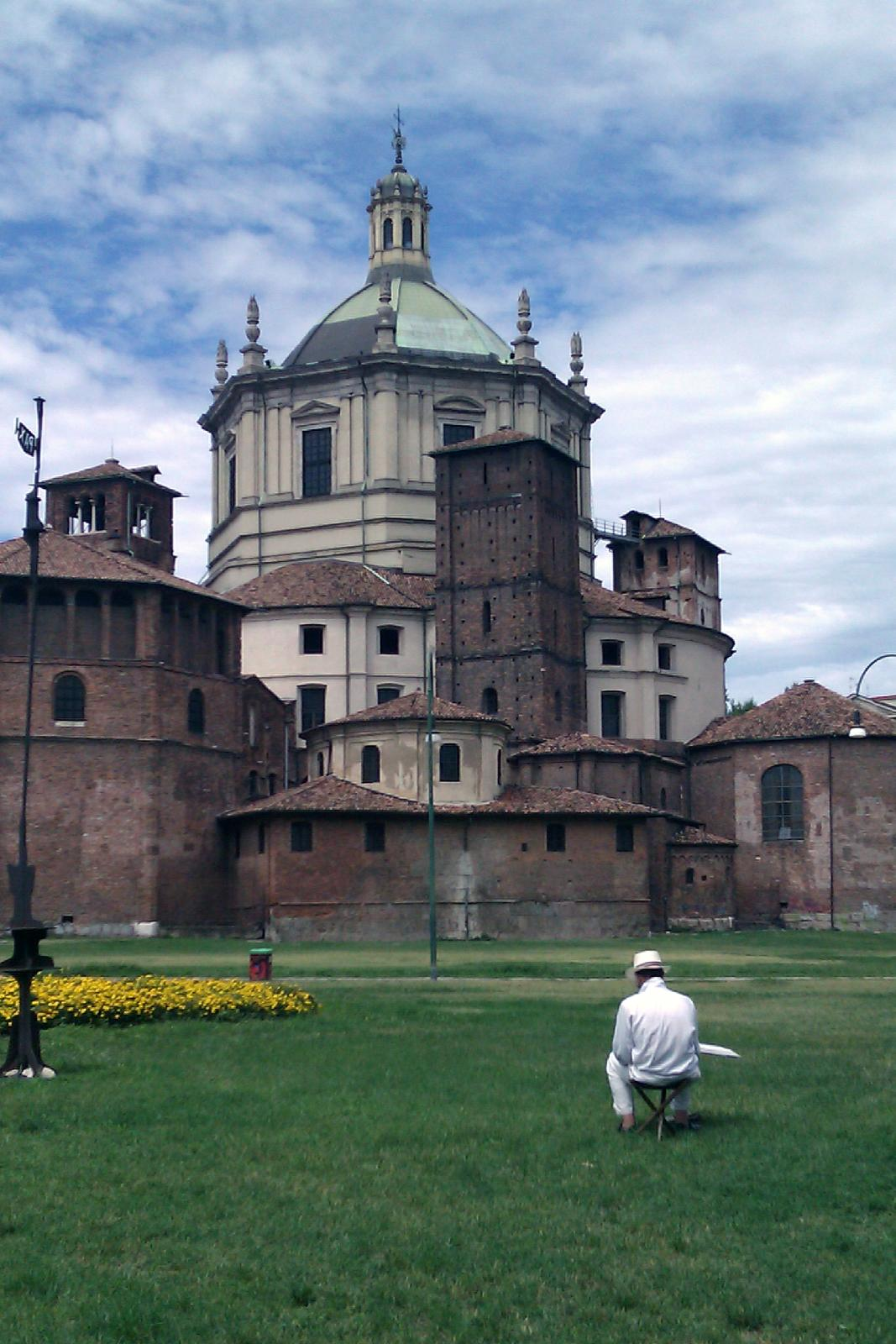
Scorcio del parco delle Basiliche

Non si hanno notizie storiche circa l'origine del luogo, tuttavia compare già in una mappa della città del 1579. La piazza era celebre nella città per essere stata fino al XIX secolo sede dell'esecuzione delle condanne a morte dei popolani cittadini: eventi che influenzarono una lunga serie di storie e miti riguardanti la zona.
Negli anni 1830, il governo austriaco avviò una riqualificazione della Vetra: le case addossate alla Basilica di San Lorenzo, abitate da conciatori di pelle, furono abbattute; il canale della Vetra fu coperto e le esecuzioni furono abolite.
La piazza era nota anche per essere frequentata da piccoli criminali e malavitosi (membri della cosiddetta ligera), nonché da prostitute, una delle quali, detta "la Rosetta della Vetra", nell'agosto 1913 fu vittima di un molto probabile omicidio (ufficialmente suicidio), morendo in seguito a un pestaggio da parte di membri delle forze dell'ordine: il tutto è rievocato nella ballata popolare La povera Rosetta.
All'esterno dell'Esattoria Civica, la mattina del 17 novembre 1976, avvenne una cruenta sparatoria fra membri della Banda Vallanzasca, intenti ad effettuare un sopralluogo per una futura rapina, e forze di polizia; nel conflitto rimasero uccisi il bandito Mario Carluccio e, dopo un paio di giorni di agonia in ospedale, il brigadiere Giovanni Ripani.

## Monumenti
- Basilica di San Lorenzo (veduta absidale)
- Teatro Alcione